# Onze-Lieve-Vrouw van Goede Gezondheidkapel

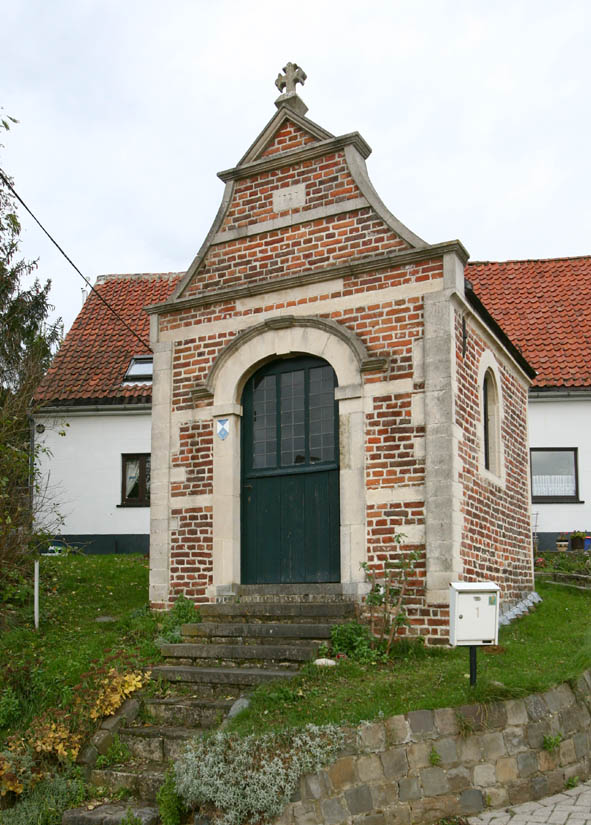
Onze-Lieve-Vrouw van Goede Gezondheidkapel

De Onze-Lieve-Vrouw van Goede Gezonheidkapel, ook gekend als de kapel van Puttebos, is een kapel in de tot de Vlaams-Brabantse gemeente Bertem behorende plaats Leefdaal, gelegen aan het Puttebos.
Het betreft een kapelletje van 1727 dat is opgetrokken in baksteen en zandsteen. Het heeft een stijl die van de overgang tussen barok en classicisme getuigt.
In de kapel vindt men een altaar in régencestijl en een 18e-eeuws Mariabeeld.